# 北桥耶稣堂
北桥耶稣堂位于中国上海市闵行区北吴路1500号，为一座基督新教教堂。教堂初建于1933年，初建时属卫理公会，归普北牧区，在北桥镇西街137号，后不存。1984年2月复建教堂，后因北桥老街改造，迁至今址。现教堂于1986年10月竣工，1995年9月登记。

## 开放时间
周日8：00—11：00  12：00—14：30 主日崇拜